# Internacionalizacija i lokalizacija
Internacionalizacija i lokalizacija, često i i18n te l10n, u računalstvu predstavlja prilagodbu računalnog softvera raznim jezicima, područnim specifičnostima i tehničkim potrebama ciljanih regionalnih shema.
Internacionalizacija jest proces dizajniranja softverskih programa kako bi ih se moglo prilagoditi raznim jezicima i regijama bez strukturalnih ili drugih tehničkih promjena. Lokalizacija je potom proces prilagodbe internacionaliziranog softvera pojedinim regijama ili jezicima prijevodom teksta i dodavanjem komponenata specifičnih ciljanom jeziku ili regionalnoj shemi.
Lokalizacija, koja se po potrebi provodi nekoliko puta za različite regionalne sheme, upotrebljava infrastrukturu i fleksibilnost koje joj pruža internacionalizacija. Iz tog se razloga internacionalizacija provodi, u idealnom slučaju, samo jednom prije lokalizacije ili kao temeljni dio razvoja programa.

## Nazivi
Za pojmove se zbog njihove duljine često koriste kratice. Za internacionalizaciju se koristi numeronim i18n, koji, prema engleskom pojmu „internationalisation”, brojem 18 označava broj slova koja zamjenjuje između početnog „i” te završnog „n” u riječi. Ta je kratica prvi puta korištena u sklopu tvrtke Digital Equipment Corporation tijekom 1970-ih i 1980-ih. Za lokalizaciju se po istom predlošku kraćenja koristi l10n ili L10n.
Poneke tvrtke, primjerice IBM i Oracle, za kombinaciju tih dviju ideja koriste pojam globalizacija ili g11n.
Microsoft internacionalizaciju objašnjava kao kombinaciju pripremljenosti programa (engleski: world-readiness) i lokalizacije. Pripremljenost programa je pak zaduženje razvojnih programera kojim se osigurava upotrebljivost proizvoda bez obzira na pismo i kulturu tržišta, a zadatak mu je i raščlaniti korisničko sučelje u format koji dozvoljava neometanu lokalizaciju.
Hewlett-Packard i HP-UX, HP-ov operativni sustav temeljen na Unixu, razvili su sustav nazvan „Podrška za nacionalni jezik” (engleski: National Language Support ili NLS) kako bi proizveli softver koji je moguće što bolje lokalizirati.

## Opseg
Prema Software without frontiers („Softver bez granica”), glavne komponente dizajna na koje pri internacionalizaciji softvera treba pripaziti su „enkodiranje podataka, podatci i dokumentacija, konstrukcija programa, hardverska podrška i interakcija korisnika.” Pri izradi potpuno internacionaliziranog proizvoda od ništice, tvrde da su ključni elementi „interakcija korisnika, dizajn algoritma i podatkovnih formata, softverske usluge i dokumentacija.”
Najdugotrajniji dio jezične lokalizacije je najčešće prevođenje. Ono može uključivati:
- korištenje prijevodnika (tzv. titlova) ili sinkronizaciju kod filma, video sadržaja i zvučnog sadržaja, prijevoda izgovorenih riječi ili glazbenih tekstova;
- prijevod teksta kod printanih materijala i digitalnih medija (poput dokumentacije ili obavijesti o greškama);
- prevođenje teksta u slikama i logotipima ili njihova zamjena ikonama;[2]
- adaptaciju rasporeda sučelja prijevodima kojima je duljina teksta ili veličina znakova znatno drugačija (poput razlike između latiničnog i kineskog pisma);[2]
- prilagodba razlikama u dijalektu, registru ili inačici jezika;[2]
- konvencije zapisivanja poput:
  - formatiranja brojeva (osobito decimalnog razdjelnika i grupacije znamenki)
  - formatiranja nadnevka i sata, uključujući i uporabu različitih kalendara (poput islamskog ili japanskog)

### Standardni podatci regionalnih shema
Računalni programi, zbog dinamičnosti sadržaja, mogu naići na brojne probleme pri lokalizaciji. Često je potrebno za njih pronaći rješenje već u procesu internacionalizacije prije samog prevođenja sadržaja. U većini slučajeva, razlike dovoljno pravilno prate uzorke promjena da se prijevod može automatizirati. Common Locale Data Repository („Repozitorij učestalih podataka regionalnih shema”) kojeg je stvorio Unicode sadrži popis tih razlika. Podaci iz repozitorija koriste se u programiranju operativnih sustava, u Windowsu, macOS-u i Debianu, te u mnogim internetskim tvrtkama ili organizacijama poput Googlea i Zaklade Wikimedija. Navedene su razlike, primjerice:
- razlika u pismima poput drugačijih skupova slova, slogovnih zapisa, logograma ili drugačijih simbola, a za kodiranje svih znakova danas se koristi jedinstveni Unikod standard;
- razlika u smjeru pisanja – u većini Europskih jezika piše se s lijeva na desno, u hebrejskom i arapskom piše se s desna na lijevo, a u nekim se azijskim jezicima katkad piše i odozgo prema dolje;
- kompleksni raspored teksta kod jezika u kojima znakovi mijenjaju oblik ovisno o okolnima (poput arapskog abdžada);
- velika slova, koja u nekim jezicima nisu prisutna;
- pravila sortiranja teksta koja ovise o jeziku (poput sortiranja kineskoga pisma prema cijelome znaku, početnomu radikalu ili broju poteza);
- brojevni sustavi kod jezika koji ne upotrebljavaju europsku inačicu arapskih brojki (poput kineskih, gudžaratskih ili staroetiopskih brojeva);
- pravila za tvorbu množine ili druga gramatička obilježja koja mogu promijeniti prikaze brojevnog sadržaja;[11]
- interpunkcija (razlike u, primjerice, znakovima navodnika u francuskomu ili upitnika u grčkomu jeziku)
- prečaci na tipkovnici, koji ovise o lokalnoj varijanti tipkovnice koja se upotrebljava i asocijaciji s riječima (poput engleskog Ctrl + S, gdje S aludira na riječ save ili spremi)[12]

### Nacionalne konvencije
Države imaju različite ekonomske konvencije, što uključuje razlike u:
- formatu papira;
- sustavu televizijskog emitiranja i mediju pohrane podataka;
- formatu telefonskih brojeva;
- formatu poštanskih adresa, poštanskih brojeva i opcija dostave;
- valuti (što uključuje simbole za valutu, položaj simbola u odnosu na broj te cijenu u odnosu na stanje ciljanog tržišta), za koje se najčešće koristi ISO 4217 standard;
- sustavu mjernih jedinica;
- veličini baterija;
- standardu napona u distribucijskoj mreži;

Tu je razlika najveća između Europskih i država SAD-a, dok se druga područja često poklapaju s jednim od ta dva sustava.
Pojedine usluge treće strane poput internetskih karta, prognoze vremena ili pružatelja usluga za plaćanje možda nisu dostupne u području korisnika.
Vremenske zone također se razlikuju diljem svijeta, što je bitno razmotriti ako je proizvod isprva bio dostupan samo korisnicima jedne zone. U internacionalizaciji se UTC najčešće koristi kao osnovni, interni oblik koji se zatim u sučelju mijenja ovisno o lokaciji korisnika.
Razlike se pojavljuju i u zakonskim odredbama. Usklađivanje s propisima zahtjeva izmjene prema jurisdikciji države korisnika:
- usklađivanje sa zakonima o privatnosti;
- dodatne izjave o odricanju odgovornosti;
- razlika u oznakama za informiranje potrošača;
- usklađivanje s ograničenjima izvoza i zakonima o enkripciji podataka;
- usklađivanje s režimima cenzure interneta i procedurama sudskih naloga;
- zahtjevi za pristupačnost;
- prikupljanje različitih poreza, poput poreza na prodaju, poreza na dodanu vrijednost ili carine;
- senzibilnost prema političkim nesuglasicama, poput spornih granica ili geografskih naziva (u Indiji je, primjerice, predložen zakon koji nalaže da neuključivanje Kašmira i drugih područja na koje država polaže pravo u sklopu prikaza Indije konstituira zločin[13][14][15]).

Razlikuju se i osobni brojevi koje izdaje država, poput onih na putovnicama, OIB-a, JBMG-a i sličnih brojeva uz njihove strane ekvivalente. 
Lokalizacija ponekad mora uključiti i razlike u kulturalnim aspektima između izvornog i ciljanog područja:
- lokalne praznike,
- konvencije zapisivanja osobnih imena i titula,
- kozmetički izgled,
- koherenciju i kulturalnu prihvatljivost predodžbi i simbolike boja,
- narodnost, način odijevanja i socioekonomski položaj ljudi te arhitekturu predočenih lokacija,
- mjesne običaje i konvencije, što uključuje tabu, vjeru ili praznovjerja (poput krvnih grupa u japanskoj kulturi ili astroloških sustava).